# 稲佐山温泉
稲佐山温泉（いなさやまおんせん）は、長崎県長崎市にある温泉。

## 泉質
- 温泉法上の温泉　※泉質名称はない。
  - 泉温　20.8℃

## 温泉地
長崎市随一の景勝地、稲佐山山腹周辺に宿泊施設が数軒点在。
温泉を引く宿泊施設は、日帰り入浴施設を併設した「ホテルアマンディ」と「大江戸温泉物語ホテル清風」のみ。
「ホテルアマンディ」はバリ風露天風呂、和風露天風呂、和風内風呂など計7種の風呂を完備する。
近くに日帰り入浴施設「ふくの湯」も存在するが、人工温泉のため、当温泉に該当していない。

## 歴史
「ホテルアマンディ」は2009年に開業。「大江戸温泉物語ホテル清風」は2017年に開業。比較的、新しい温泉である。

## アクセス
JR長崎本線長崎駅より、車で5分。
長崎自動車道長崎ICより、稲佐山方面へ10分。